# Gideon Francois Smith
Gideon Francois Smith, né en 1955 est un botaniste sud-africain.

## liens externes
- Notices d'autorité :   - VIAF
  - ISNI
  - BnF (données)
  - IdRef
  - LCCN
  - GND
  - Israël
  - NUKAT
  - Tchéquie
  - Corée du Sud
  - WorldCat
- Ressources relatives à la recherche :   - Biodiversity Heritage Library
  - Harvard University Herbaria & Libraries
  - International Plant Names Index
  - ORCID
  - ResearchGate
  - Scopus
- Ressource relative aux beaux-arts :   - Te Papa Tongarewa

Gideon F.Sm. est l’abréviation botanique standard de Gideon Francois Smith.
Consulter la liste des abréviations d'auteur en botanique ou la liste des plantes assignées à cet auteur par l'IPNI, la liste des champignons assignés par MycoBank, la liste des algues assignées par l'AlgaeBase et la liste des fossiles assignés à cet auteur par l'IFPNI.